# 1898 في فنزويلا
فيما يلي قوائم الأحداث التي وقعت خلال عام 1898 في فنزويلا.

## سياسة

### انتهاء فترة المنصب
- 28 فبراير – خواكين كريسبو رئيس فنزويلا.

## مواليد

### يوليو
- 19 يوليو – غوستافو ماتشادو موراليس سياسي فنزويلي.

## وفيات

### أبريل
- 16 أبريل – خواكين كريسبو (مواليد 1841) سياسي فنزويلي.

### ديسمبر
- 17 ديسمبر – هيرموجينيس لوبيز (مواليد 1830) سياسي فنزويلي.